# Parapiqueria
Parapiqueria je monotipski rod glavočika, dio tribusa Eupatorieae. Jedina vrsta je brazilski endem P. cavalcantei

## Opis
Parapiqueria uključuje jednu zeljastu vrstu koja je poznata iz relativno ograničenog područja u brazilskoj državi Para. Odlikuje se reduciranim habitusom, bezpapusnom cipselom, nedostatkom dodataka prašnika i dlakave baze stila.

## Sinonimi
Nema.